# Carla Beck
Carla Beck (* 15. Oktober 1973 in Weyburn, Saskatchewan) ist eine kanadische Politikerin, die seit dem 26. Juni 2022 Vorsitzende der Saskatchewan New Democratic Party (NDP) ist. Seit dem 4. April 2016 ist sie Abgeordnete der Legislativversammlung von Saskatchewan für den Wahlkreis Regina Lakeview. Sie ist die erste gewählte weibliche Vorsitzende der Saskatchewan NDP.

## Frühes Leben
Beck wurde in Weyburn geboren und wuchs auf einem Bauernhof in der Nähe von Lang, Saskatchewan auf. Becks Urgroßeltern wanderten von Iowa nach Saskatchewan aus. Beck besuchte die Schule in Lang und die weiterführende Schule in der Nachbargemeinde Milestone.
1998 erhielt sie einen Bachelorabschluss in Soziologie von der University of Regina. 2004 erhielt sie einen zweite Bachelorabschluss in Sozialarbeit. Sie arbeitete über zwei Jahrzehnte als Sozialarbeiterin in Regina. Während dieser Zeit arbeitete sie am Regina General Hospital und war Direktorin eines Frauenhauses.
Im Jahr 2007 führte sie den Widerstand der Gemeinde gegen die geplante Schließung mehrerer Schulen in Regina an.

## Politische Karriere
2016 wurde Beck zur Abgeordneten der Legislativversammlung von Saskatchewan für den Wahlkreis Regina Lakeview gewählt. Sie wurde 2020 mit 65,48 % der Stimmen und 2024 mit 70,42 % der Stimmen wiedergewählt.

### Parteivorsitzende
Nachdem Ryan Meili seinen Rücktritt als Vorsitzender der Saskatchewan New Democratic Party am 18. Februar 2022 angekündigt hatte, beschloss Beck, für den Parteivorsitz zu kandidieren. Sie erhielt Unterstützung von zwei der früheren Interimsvorsitzenden der Partei, Trent Wotherspoon und Nicole Sarauer. Auf dem Parteitag in Regina am 26. Juni 2022 wurde Beck zur Parteivorsitzenden gewählt. Sie erhielt 68,50 % der Stimmen und besiegte damit die Anwältin Kaitlyn Harvey aus Saskatoon. Sie wurde die erste weibliche Parteivorsitzende der Saskatchewan NDP.
Beck führte die Partei bei den Provinzwahlen 2024 an. Im Wahlkampf konzentrierte sie sich auf die Themen Gesundheitsversorgung, Bildung, und Lebenshaltungskosten. Sie versprach, die Mittel für Bildung um zwei Milliarden Dollar und die Mittel für das Gesundheitswesen um eine Milliarde Dollar zu erhöhen. Sie versprach außerdem, die Ertragsteuer und Mehrwertsteuer nicht zu erhöhen. Bei der Wahl gewann die Partei 27 Sitze in der Legislativversammlung und 40 Prozent der Stimmen. Dies war das beste Ergebnis der Partei seit 2003, obwohl sie immer noch den zweiten Platz hinter der Saskatchewan Party belegte.